# Сила Чудовиськ
Сила Чудовиськ — це 13-серійний мультсеріал створений у 1994 році компаніями Universal Cartoon Studio та канадською студією Lacewood Productions. Історія вигадана М. Вулфменом і К. Міллером. Режисером виступив Кріс Шутен, композитором — Едмунд Іген, а продюсерами — Ш. С. Вайсмен, К. Кастілло, Дж. Тріпп, Дж. Марлоу та Л. Вільямс. Головні ролі озвучували Філіп Екін, Лоуренс Бейн, Пол Хеддед, Керолі Ларсон, Говард Джером, Роберт Бокстаель, Девід Х'юліт і Роб Кован. Відображені події відбуваються у 2020 році. Група студентів під керівництвом молодого вченого протистоїть чудовиськам, що були вигадані компанією Universal Pictures та з'являлися у її фільмах. Спершу мультсеріал був показаний каналом Universal/MCA TV, а українською транслювався каналом ICTV.

## Зміст
Мумія Ім-Хо-Тепа повертається до життя і намагається здійснити свої плани, але її захоплюють борці Сили Чудовиськ. Та ж участь спіткала і деяких інших чудовиськ, яких прагне об'єднати граф Дракула як «Створінь Ночі», що називає себе не Дракула, а Дракул. Але не всі монстри згодні з тим, що лідером має бути саме він, і тому частина вампірів відокремлюється і протистоїть йому. На його боці залишаються перевертень Бела, Чудовисько з Чорної Лагуни, купка вампірів та служник Ремфілд. Проте команді доктора Кроулі вдається їх захопити також і перетворити вампірів на людей за допомогою спеціальної гармати. Але граф потрапляє на їх острівну лабораторію і знищує її, хоч і втрачає своїх союзників, крім Бели. Ім-Хо-Теп теж знищений. Проте з боку Сили Чудовиськ теж є втрати, але лише в особі однієї людини. Доктор Кроулі продовжує пошуки свого особистого найзапеклішого ворога Дракули. У інших членів команди теж є причини для боротьби з монстрами, адже Люк прагне зняти з себе прокляття вовкулаки, а Франк (чудовисько Франкенштейна) хоче повернути свою наречену, яку їм довелося залишити у сніговій пустелі за її ж проханням.
У команди для цього є всі можливості. В них є ще одна база в горах, де вони тримають свою техніку, серед якої літак, гелікоптер, машина «аварійка», джип та аеромопеди. Кожен у команді гарно озброєний і має висувні захисні маски та монітори, пристрої з ліхтарями, раціями, комп'ютерами, радарами. Вони можуть переслідувати і знаходити чудовиськ по всій земній кулі, і не лише чудовиськ… В сьомій серії вони перемагають примарне місто-монстра, що виникає у різних місцях раз на сто років і зникає разом з людьми, що потрапили сюди.

## Серії
1. Знак Дракона
2. Хода Чудовиська
3. Безсмертя Зла
4. Повернення Створіння з Чорної Лагуни
5. Темна брехня
6. Він ходить знову
7. Темне місто
8. В'язень Каліаги
9. Гнів Нареченої Франкенштейна
10. Повернення Мумії
11. Переслідуючи Вовка
12. Ув'язнена лють
13. Операція «Вранішнє Світло»

## Головні герої
- Доктор Рід Кроулі — блискучий молодий вчений-винахідник, що прагне помститися Дракулі за своє ув'язнення ним. Саме він вигадав спеціальні костюми (енергетичні костюми, що вміщують зброю проти чудовиськ — EMACS), що допомагають його команді Сили Чудовиськ боротися з монстрами. Крім цієї розробки він має генератор магнітного поля, гранати, гармату, пістолет, електронний бінокль та ліхтар.

- Перевертень Люк Тальбот — потомственний вовкулак, що хоче знищити Белу, щоб зняти з себе це прокляття. Тому що саме Белла вкусив його діда і перетворив на чудовисько. Він теж має зброю, але ніколи її не використовує. Прототипом Люка став персонаж фільму 1941 року «Перевертень» Лоуренс Тальбот.

- Тріпп Хенсен — оптиміст, що знає бойові мистецтва, і тому полюбляє битися. Його девіз: «Чудовисько за один раз!» Він володіє технічним оснащенням Штормовий Удар, яке дозволяє йому вкривати руки металом, видовжувати їх та стріляти лазерними променями з кінчиків пальців.

- Ланс МакГрудер — влучний і вправний стрілець, що має м'який та сором'язливий, але допитливий характер. Він володіє зброєю, що може стріляти променями холоду, спеки чи електрики.

- Екстрасенс Шеллі Франк — дівчина, що володіє телепатією. Члена її родини вбив Дракула, тому вона вступила до команди. До того ж її дідусь зробив Чудовисько Франкенштейна і його Наречену. У костюмі Шеллі вмонтовані крила і тому вона може літати. Її ім'я перегукується з іменем авторки твору «Франкенштейн, або Сучасний Прометей» Мері Шеллі.

- Баркер — член команди, якого наречені Дракули перетворили на вампіра.

- Франкенштейн (Франк) — той самий монстр Віктора Франкенштейна. Його можна оживити електрострумом, якщо він буде вбитий. Він володіє надзвичайною силою, витримкою і міцністю. Франк живе окремо від команди, у лісі.

- Граф Дракула — головний ворог команди, що хоче об'єднати чудовиськ проти людства. Серед його здібностей перевтілення, гіпноз, створення ілюзій та знання заклять. У нього є служник Ремфілд, що слідкує за чистотою замку та іноді допомагає самому графу у темних справах. Окрім нього ще є ціла зграя вампірів і чотири наречені Дракули.

- Створіння з Чорної Лагуни — чудовисько-амфібія, що живе у воді і руйнує цілі села своїм надзвуковим криком. До того ж воно дуже сильне у фізичному плані.

- Ім-Хо-Теп — мумія вигадана Борисом Карловим. Колись давно померла його кохана принцеса Ананка, яку він намагався оживити. Але за ці експерименти його прокляли і зачинили в гробниці, та його випадково розбудили археологи. Він дуже сильний, стійкий до фізичних атак, може керувати піщаними бурями, викликати демонів пилу та володіє заморожувальним подихом.

- Перевертень Бела Найлс Лупон — старий і слабкий у подобі людини, надзвичайно сильний перевертень, що вкусив діда Люка. Бела може перетворюватись не лише на вовка, а й на будь-яку іншу людину. Він полює за ціпком Тальбота, що дав би йому змогу керувати усіма іншими вовкулаками. Проте у нього є і слабкість — він не може сам відчинити двері із зображенням голови вовка.

- Наречена Франкенштейна — створена як і сам Франк. Вона не подобається сама собі, бо вважає себе страшною і потворною, а тому прагне жити сама, окремо від усіх, щоб не потрапляти нікому на очі.